# کامنتری
کامنتری (به انگلیسی: Commentary) یک مجله آمریکایی است که به سیاست، مذهب و یهودیت می‌پردازد. این مجله همچنین به مسائل اجتماعی و فرهنگی در آمریکا می‌پردازد. این مجله در سال ۱۹۴۵ توسط کمیته یهودیان آمریکا پایه‌گذاری شد. مجله کامنتری در مدت کوتاهی به منبع اصلی امور یهودیان تبدیل شد و در جذب بخشی از یهودیان چپ‌گرا به حزب جمهوری‌خواه و جلب‌کردنشان به نومحافظه‌کاری تأثیر داشت.
این مجله به‌صورت ماهانه چاپ می‌شود و مقر آن در شهر نیویورک است.